# 伊琳娜·艾米麗·安德森
伊琳娜·艾米麗·安德森（丹麥語：Irina Amalie Andersen，1998年10月15日—），丹麥女子羽毛球運動員。她曾赢得2017年欧青赛女单季军。

## 簡歷
2015年4月，伊琳娜·艾米麗·安德森出戰荷蘭羽毛球國際賽，與阿美莱·赫兹·汉森合作打進女子雙打比賽四強。

## 主要比賽成績
只列出曾進入準決賽的國際賽事成績：
| 年份   | 賽事                     | 公開賽級別 | 項目     | 拍檔                 | 成績   |
| ------ | ------------------------ | ---------- | -------- | -------------------- | ------ |
| 2015年 | 歐洲青年羽毛球錦標賽     | 其他       | 混合團體 | －                   | 季軍   |
| 2015年 | 荷蘭羽毛球國際賽         | 國際系列賽 | 女子雙打 | 阿美莱·赫兹·汉森     | 準決賽 |
| 2015年 | 保加利亞羽毛球公開賽     | 國際系列賽 | 混合雙打 | 菲利普·希路普        | 準決賽 |
| 2016年 | 立陶宛羽毛球國際賽       | 未來系列賽 | 女子單打 | －                   | 亞軍   |
| 2016年 | 西班牙羽毛球國際賽       | 國際挑戰賽 | 女子雙打 | 茱莉·达瓦尔·雅各布森 | 準決賽 |
| 2016年 | 芬蘭羽毛球國際賽         | 國際系列賽 | 女子單打 | －                   | 冠軍   |
| 2016年 | 芬蘭羽毛球國際賽         | 國際系列賽 | 女子雙打 | 茱莉·达瓦尔·雅各布森 | 冠軍   |
| 2016年 | 芬蘭羽毛球國際賽         | 國際系列賽 | 混合雙打 | 菲利普·希路普        | 亞軍   |
| 2016年 | 意大利羽毛球國際賽       | 國際挑戰賽 | 女子單打 | －                   | 準決賽 |
| 2017年 | 歐洲青年羽毛球錦標賽     | 其他       | 混合團體 | －                   | 季軍   |
| 2017年 | 歐洲青年羽毛球錦標賽     | 其他       | 女子單打 | －                   | 季軍   |
| 2017年 | 荷蘭羽毛球國際賽         | 國際系列賽 | 女子單打 | －                   | 冠軍   |
| 2017年 | 斯洛文尼亞羽毛球國際賽   | 國際系列賽 | 女子單打 | －                   | 準決賽 |
| 2017年 | 愛爾蘭羽毛球公開賽       | 國際系列賽 | 女子單打 | －                   | 準決賽 |
| 2018年 | 葡萄牙羽毛球國際賽       | 國際系列賽 | 女子單打 | －                   | 準決賽 |
| 2018年 | 哈爾科夫羽毛球國際賽     | 國際挑戰賽 | 女子單打 | －                   | 準決賽 |
| 2018年 | 比利時羽毛球國際賽       | 國際挑戰賽 | 女子單打 | －                   | 準決賽 |
| 2019年 | 瑞典羽毛球公開賽         | 國際系列賽 | 女子單打 | －                   | 準決賽 |
| 2019年 | 西班牙羽毛球國際賽       | 國際挑戰賽 | 女子單打 | －                   | 準決賽 |
| 2019年 | 波蘭羽毛球國際賽         | 國際系列賽 | 女子單打 | －                   | 亞軍   |
| 2019年 | 哈薩克羽毛球國際賽       | 國際系列賽 | 混合雙打 | Jeppe Bruun          | 冠軍   |
| 2021年 | 奧地利羽毛球公開賽       | 國際系列賽 | 女子單打 | －                   | 準決賽 |
| 2022年 | 捷克羽毛球公開賽         | 國際系列賽 | 女子單打 | －                   | 準決賽 |
| 2023年 | 波蘭羽毛球公開賽         | 國際挑戰賽 | 女子單打 | －                   | 準決賽 |
| 2023年 | 新亞奎丹羽毛球未來系列賽 | 未來系列賽 | 女子單打 | －                   | 準決賽 |
| 2023年 | 拉脫維亞羽毛球國際賽     | 未來系列賽 | 女子單打 | －                   | 冠軍   |
| 2023年 | 匈牙利羽毛球國際賽       | 國際系列賽 | 女子單打 | －                   | 準決賽 |
| 2023年 | 挪威羽毛球國際賽         | 國際系列賽 | 女子單打 | －                   | 亞軍   |
| 2024年 | 愛沙尼亞羽毛球國際賽     | 國際系列賽 | 女子單打 | －                   | 準決賽 |
| 2024年 | 荷蘭羽毛球國際賽         | 國際系列賽 | 女子雙打 | 伊本·伯格斯坦        | 準決賽 |
| 2024年 | 拉脫維亞羽毛球國際賽     | 未來系列賽 | 女子單打 | －                   | 準決賽 |
| 2024年 | 捷克羽毛球公開賽         | 國際系列賽 | 女子單打 | －                   | 準決賽 |
| 2025年 | 盧森堡羽毛球公開賽       | 國際系列賽 | 女子單打 | －                   | 準決賽 |

| 2007-2017年 | 首要超級賽 | 超級賽 | 黃金大獎賽 | 大獎賽 | 國際挑戰賽 | 國際系列賽 | 未來系列賽 | 其他 |

| 2018-2026年 | 總決賽 | 超級1000賽 | 超級750賽 | 超級500賽 | 超級300賽 | 超級100賽 | 國際挑戰賽 | 國際系列賽 | 未來系列賽 | 其他 |